# Dżułynka
Dżułynka (ukr. Джулинка) – wieś na Ukrainie, w obwodzie winnickim, w rejonie hajsyńskim, siedziba hromady. W 2001 liczyła 3953 mieszkańców.